# Funes (Navarre)
Pour les articles homonymes, voir Funes.
Funes est un village et une municipalité de la communauté forale de Navarre (Espagne). Elle est située dans la « zone non bascophone » de la province, dans la mérindade d'Olite. Le castillan est la seule langue officielle alors que le basque n’a pas de statut officiel.

## Démographie
| 1996  | 1998  | 1999  | 2000  | 2001  | 2002  | 2003  | 2004  | 2005  | 2006  | 2007  |
| ----- | ----- | ----- | ----- | ----- | ----- | ----- | ----- | ----- | ----- | ----- |
| 2 112 | 2 142 | 2 175 | 2 188 | 2 268 | 2 340 | 2 367 | 2 388 | 2 358 | 2 396 | 2 358 |

## Personnages célèbres
- ? Petrus Ferrandus de Funes (v.1150-v.1238) chancelier de Sanche VI de Navarre, concepteur de la bible de Pampelune (1197) sous Sanche VII ?